# Каттарп
Каттарп (швед. Kattarp) — населений пункт в Гельсінборгзі графстві Сконе (швед. län Skåne), Швеція. Населення становить 688 жителів, станом на 2010 рік.

## Історія
Церква Каттарпа була побудована в 13 столітті. Біля церкви знаходиться стара парафіяльна хата, побудована в 1882 році з жовтої цегли. У 1885 році було відкрито ділянку Хельсінгборг-Хальмстад на залізничній дорозі Сконе-Халландс (SHJ), тепер це залізнична дорога Західного узбережжя. Через перехрестя з SHJ потяги рухалися до Хоганаси. Два шляхи перетиналися приблизно в 1 кілометрі на захід від церковного села Каттарпа, після чого станційна громада Каттарпа стала конкурентом старого церковного села. Дорога на Асторп залишається і використовується, але використовується не для регулярних пасажирських перевезень, а для руху певних товарних і службових поїздів.
Старі назви вулиць, такі як Ралларегатан, ще пов'язані з епохою будівництва залізниці. Сьогодні церковне село та станційна громада розрослися.